# Odznaka Semper paratus
Odznaka „Semper paratus” (łac. Zawsze gotowy) – jedno z polskich odznaczeń resortowych, wyróżnienie w postaci odznaki przeznaczonej do nagradzania pracowników i funkcjonariuszy Służby Więziennej, którzy wykazali się odwagą i poświęceniem w ratowaniu życia i zdrowia ludzkiego.
Pierwsze postanowienie nadania „Semper paratus” zapadły decyzją Dyrektora Generalnego Służby Więziennej i kapituły odznaczenia w lipcu 2010, w celu nagrodzenia najbardziej zaangażowanych uczestników akcji powodziowej.
Później odznaka ustanawiana była kilkukrotnie, m.in. 22 sierpnia 2010, a po raz kolejny 17 października 2012.
Odznakę nadaje Dyrektor Generalny Służby Więziennej z własnej inicjatywy lub na wniosek właściwego kierownika jednostki organizacyjnej Służby Więziennej, w celu wyróżnienia pracowników i funkcjonariuszy Służby Więziennej, którzy dokonali czynu świadczącego o ich odwadze lub męstwie, a w szczególności czynu mającego na celu ratowanie życie lub zdrowia ludzkiego. Odznaka może być także nadawana innym osobom za zasługi w realizacji zadań służby Więziennej.
Odznaka jest wykonana z tombaku. Jest okrągła; w środkowej części, w złotym kole znajduje się monogram SW. Zewnętrzny pierścień jest emaliowany na niebiesko, ze złotym napisem „SEMPER PARATUS”.